# 佐々木康平
佐々木 康平（ささき こうへい）は、日本の俳優、YouTuber。宮城県石巻市生まれ。
2017年から仙台の観光PRをする伊達武将隊の一員として活動をしていた。

## 来歴
宮城県石巻市生まれ。2016年劇団 短距離男道ミサイルの舞台「RUR」にて俳優デビュー。翌年より伊達武将隊の一員として観光案内、殺陣、YouTubeと精力的に活動していたが2022年度をもって脱退し、後には個人的な活動をしている。

## 人物
特撮に造詣が深く、特に仮面ライダーについては公式YouTubeでの担当回においては度々熱く語っている。
人気ゲームアイドルマスターのプロデューサーであり、雪歩Pであることを公表しているが同ゲームのプロデューサーとしての名義には記述が確認されていない。（要出典）

## 出演

### 舞台
- 劇団短距離男道ミサイル『RUR』[2]
- 劇団ココロノキンセンアワー『あの頃へ』[3]

### ラジオ
- 響鳴乱舞!仙台だてもん DATE-MON （Date fm）

### 武将隊
- 伊達武将隊・茂庭綱元